# Hylodes perplicatus
Hylodes perplicatus är en groddjursart som först beskrevs av Miranda-Ribeiro 1926.  Hylodes perplicatus ingår i släktet Hylodes och familjen Hylodidae. IUCN kategoriserar arten globalt som livskraftig. Inga underarter finns listade i Catalogue of Life.